# Mineral de Pozos
Mineral de Pozos (auch San Pedro de los Pozos) ist ein Ort mit ca. 3.000 Einwohnern auf dem Gebiet der ungefähr 120.000 Einwohner zählenden Gemeinde (municipio) San Luis de la Paz im Nordosten des mexikanischen Bundesstaats Guanajuato. Wegen seines kolonialzeitlichen Charakters zählt der Ort zu den Pueblos Mágicos.

## Lage und Klima
Der Ort Mineral de Pozos liegt in den nur spärlich bewaldeten Bergen im Norden von Mexiko ca. 118 km (Fahrtstrecke) nordöstlich der Stadt 
Guanajuato in einer Höhe von etwa 2220 m; San Luis de la Paz, der Hauptort der Gemeinde, ist nur etwa 10 km in nördlicher Richtung entfernt. Das Klima ist gemäßigt bis mild; der spärliche Regen (ca. 500 mm/Jahr) fällt hauptsächlich während des Sommerhalbjahrs.

## Bevölkerung
| Jahr      | 2000  | 2005  | 2010  |
| Einwohner | 2.223 | 2.105 | 2.629 |

Nur ein Teil der Einwohner ist spanischer Abstammung; Umgangssprachen sind Spanisch sowie ein regionaler Nahuatl-Dialekt.

## Wirtschaft
Die heutigen Bewohner leben von der Landwirtschaft, wozu auch der Obstbau und die Kleinviehhaltung zählen. Im Ort selber haben sich Kleinhändler, Handwerker und Dienstleister aller Art niedergelassen, die die wachsende Zahl der Tagestouristen mit allem Notwendigen versorgen.

## Geschichte
Die ersten bekannten Bewohner der Gegend waren diverse nomadisierende Indianerstämme wie die Chichimeken, die Guachichilen oder die Pames. Nach der Eroberung Tenochtitláns (1519–1521) durch Hernán Cortés blieb die Gegend lange Zeit von den Spaniern unbehelligt; erst im Jahr 1576 kamen die ersten Jesuitenmissionare. Im Jahr 1590 beauftragte der damalige Vizekönig, Luis de Velasco y Castilla, den Orden mit der Unterwerfung der Indianer. Erst allmählich erkannte man die reichen Erz- und Mineralvorkommen der Region und begann mit deren Ausbeutung; in diesem Zusammenhang entstand der Ort Mineral de Pozos, der bis in die 1880er Jahre florierte. Danach wurden die Minen sukzessive geschlossen und der Ort verfiel.

## Sehenswürdigkeiten
- Das Ortsbild wird geprägt von einer merkwürdigen Mischung von Neubauten und Ruinen.
- Die Kirche San Pedro ist ein Bau des 18. Jahrhunderts in einer Stilmischung zwischen Barock und Klassizismus. Das Kirchenschiff ist gewölbt; über dem Vierungsbereich erhebt sich ein durchfensterter Tambour mit einer Kuppel.
- Die vollständig in Ruinen liegende alte Minensiedlung liegt weiter oben am Hang.

Umgebung
- Die interessanteste Sehenswürdigkeit in der näheren Umgebung des Ortes sind drei Hochöfen (hornos) aus dem 18. Jahrhundert.

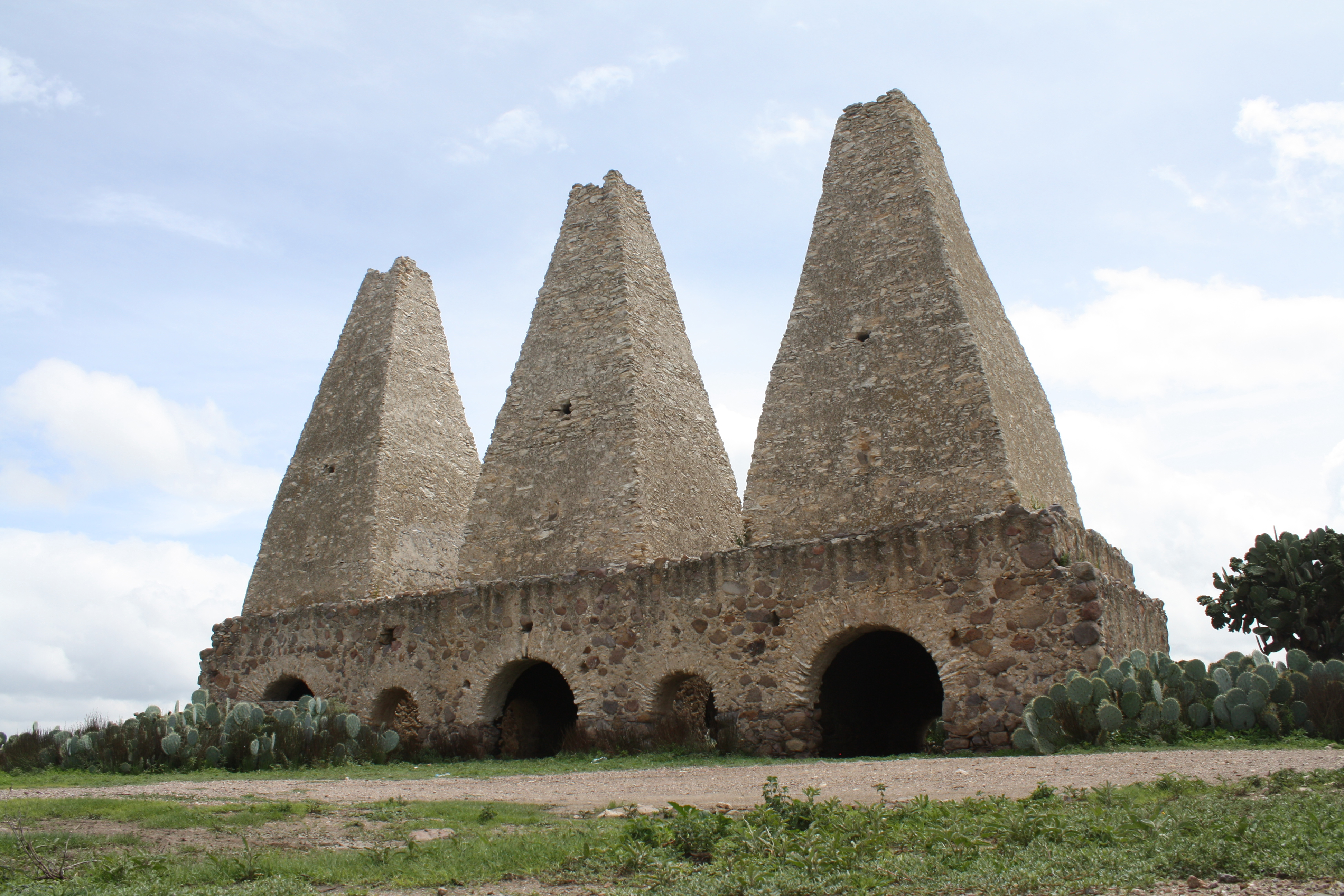
Mineral de Pozos – Hochöfen
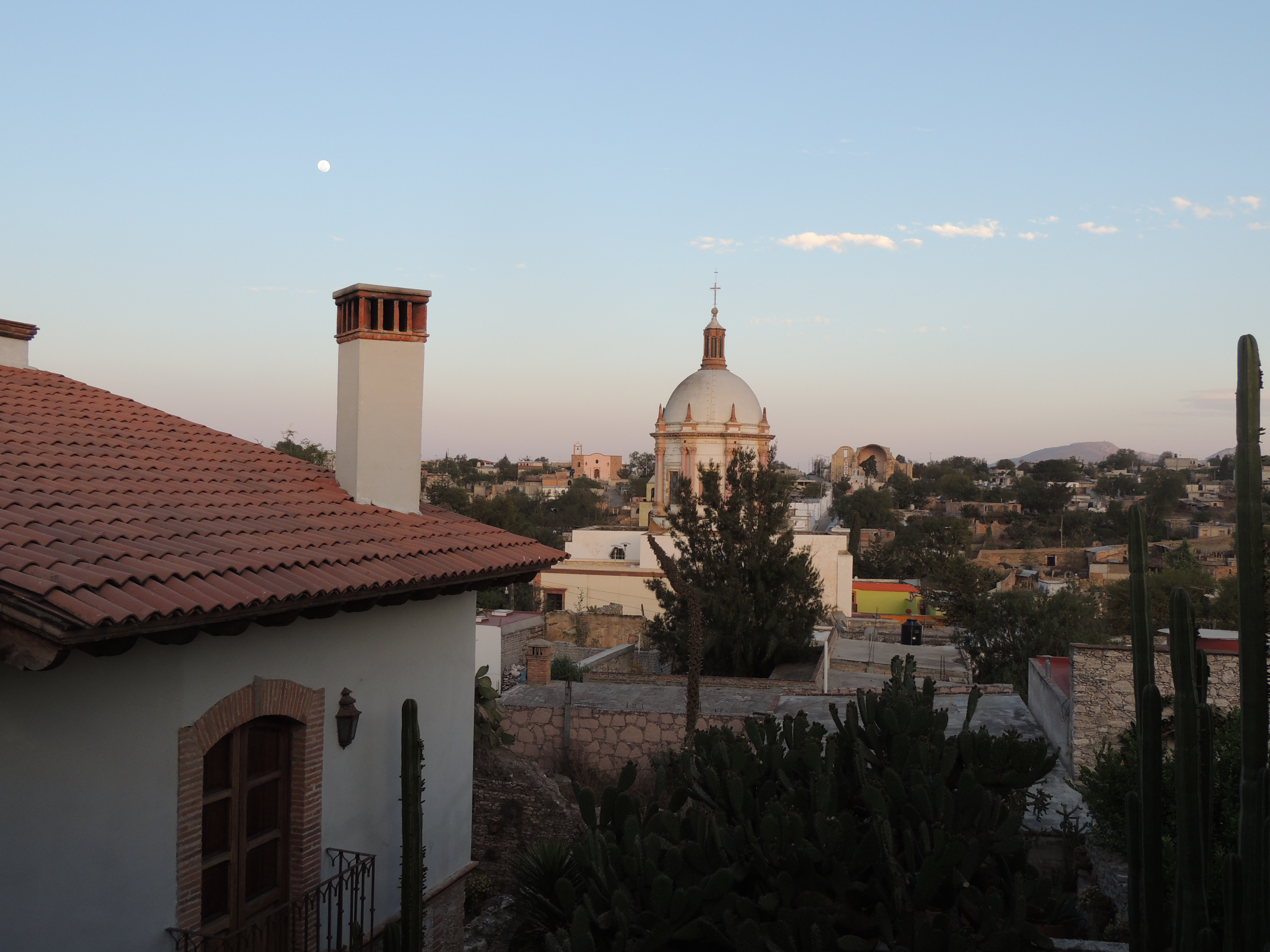
Mineral de Pozos – Ortsansicht
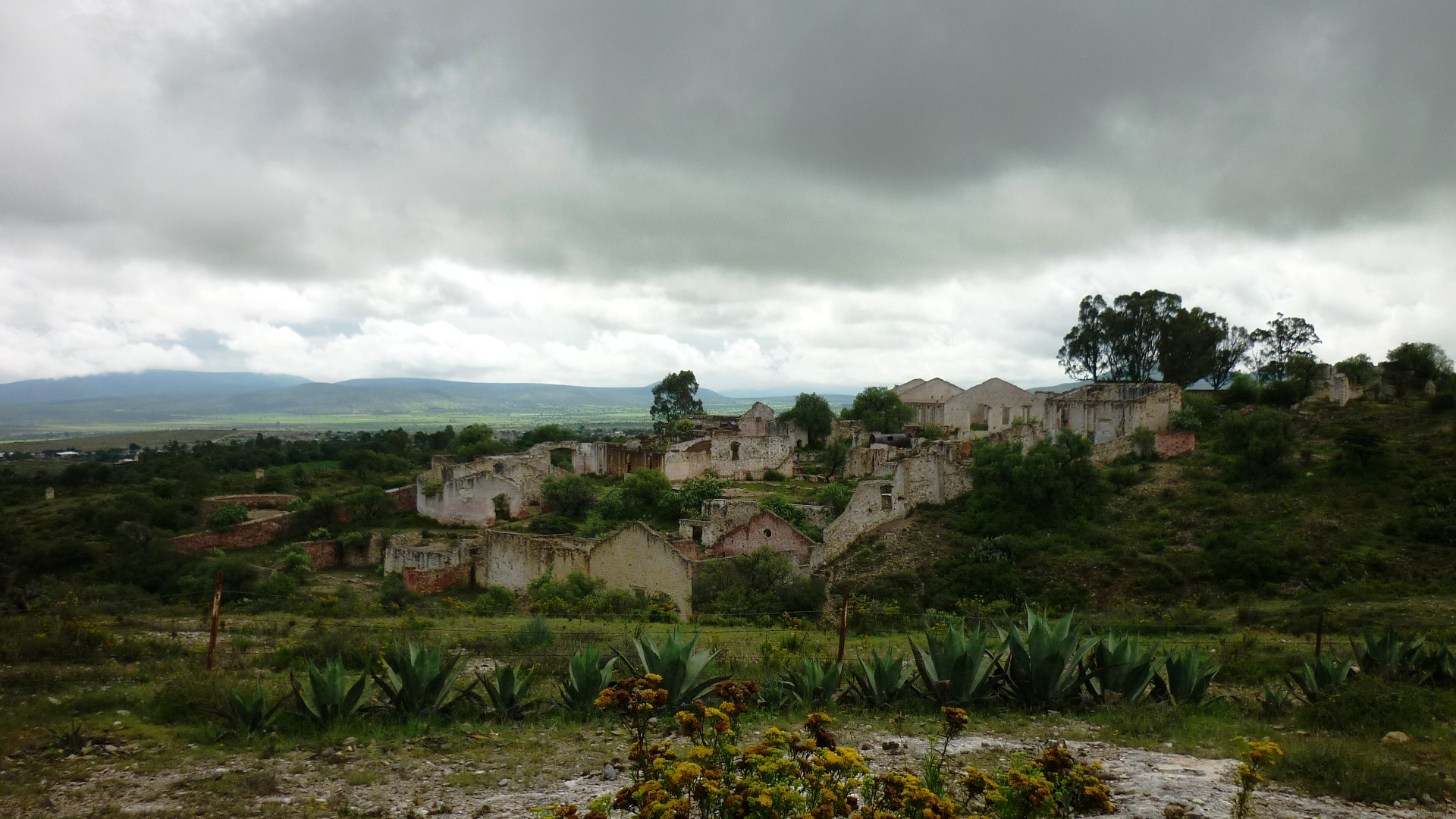
Mineral de Pozos – alter Minenort
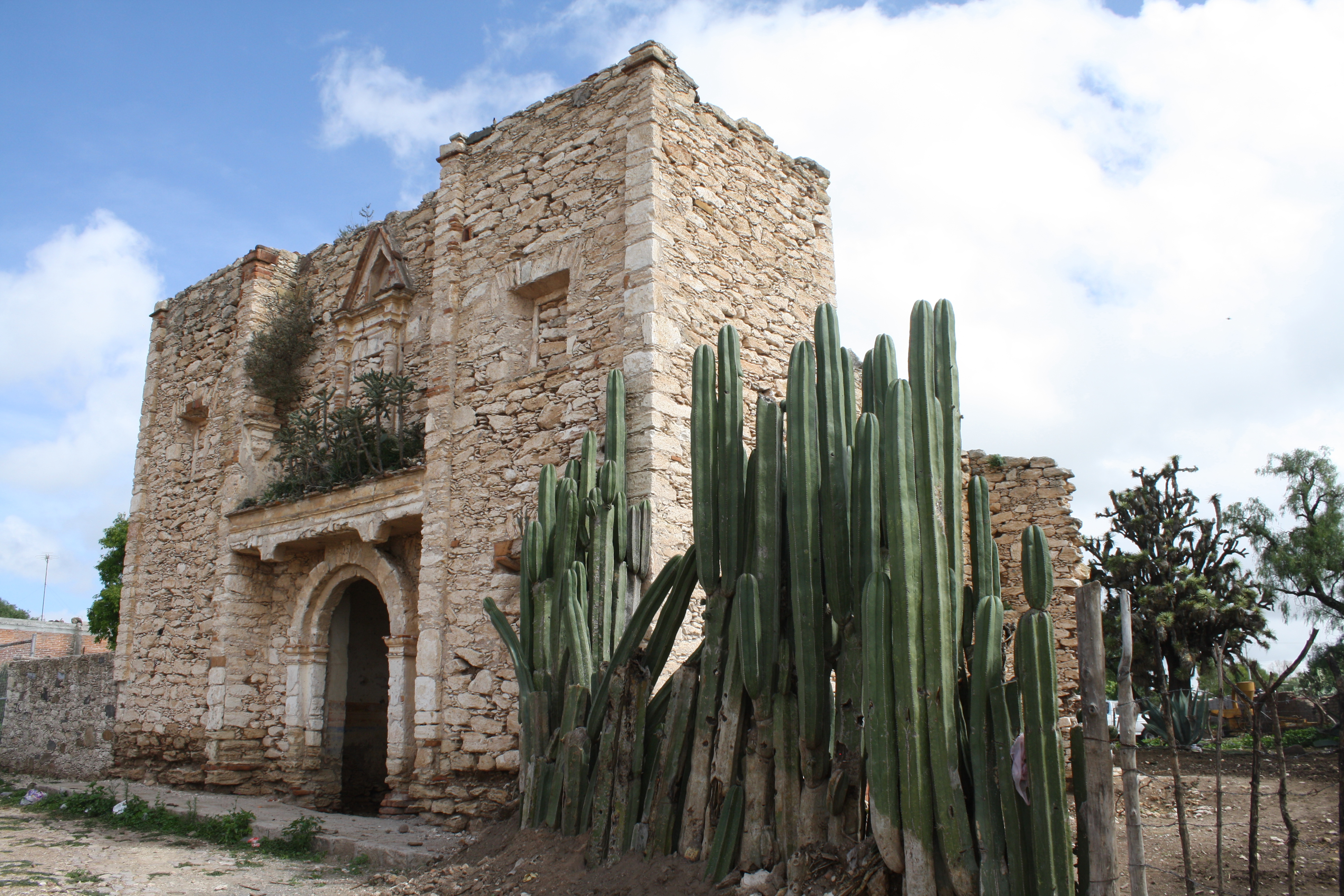
Mineral de Pozos – Kirchenruine
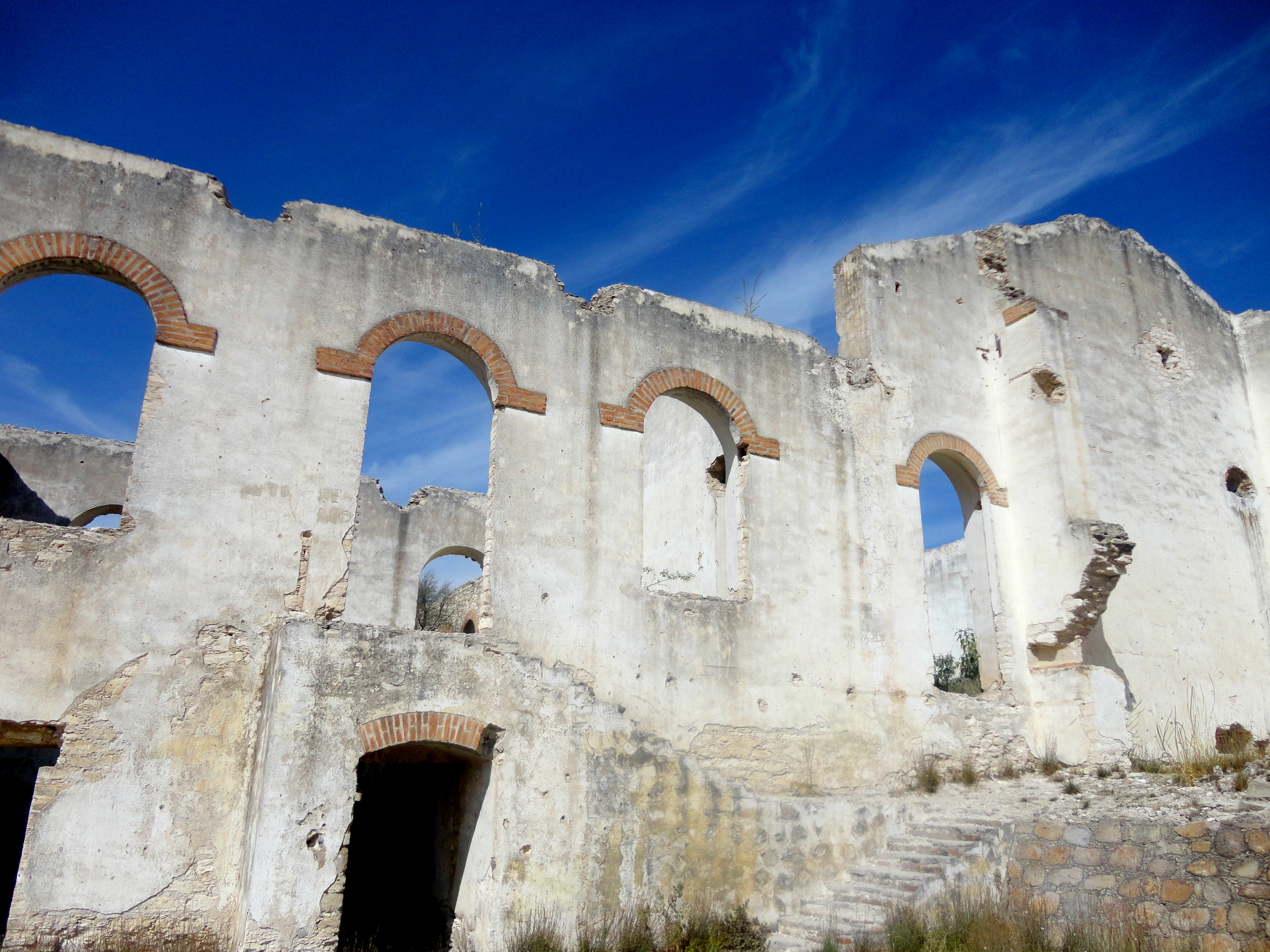
Mineral de Pozos – Mina Cinco Señores